# 徐水泉
徐水泉，台灣農業化學家，出生於桃園市大園區，是徐水德和徐水木的弟弟，徐玉田的哥哥。台灣史上第2位本土培養的農學博士（第1位是徐慶鐘）。專長肥料學、土壤學，著有《台灣之肥料問題》等專書和論文多篇。

## 資歷
- 1937年台北帝國大學農學士（農學部農藝化學科土壤肥料專攻）
- 1945年台北帝國大學農學博士（在徐慶鐘後得到）。12月國立臺灣大學改制後，被羅宗洛代理校長聘為農學院副教授（1931年台北帝大理農學部第1屆卒業的先輩徐慶鐘為教授）。
- 1950年1月任農業試驗所所長
- 1969年12月卸任。